# Nunziatura apostolica in Belgio
La nunziatura apostolica in Belgio è una rappresentanza diplomatica permanente della Santa Sede in Belgio fondata nel 1835. La sede è a Bruxelles. La nunziatura è retta da un diplomatico, detto "nunzio apostolico in Belgio" che ha il rango di ambasciatore.

## Storia
La nunziatura apostolica in Belgio fu preceduta dalla Nunziatura apostolica nelle Fiandre. Quest'ultima era stata istituita nel 1593, regnante papa Clemente VIII. La nomina dei nunzi venne successivamente interrotta nel 1634 a causa di una crisi diplomatica verificatasi quando era nunzio Fabio de Lagonissa; il suo successore, Lelio Falconieri, non poté prendere possesso della nunziatura e questa, da allora, venne diretta da internunzi fino al 1725, quando Maria Elisabetta d'Asburgo succedette ad Eugenio di Savoia come governatrice dei Paesi Bassi Austriaci. Tra 1725 e 1794 i nunzi furono anche responsabili della Missione Olandese (eretta come circoscrizione ecclesiastica al posto della soppressa gerarchia ecclesiastica nei Paesi Bassi settentrionali), cioè della cura pastorale dei cattolici nella Repubblica delle Sette Province Unite.
Il 17 luglio 1834 fu istituita da parte di papa Gregorio XVI l'Internunziatura apostolica in Belgio, eretta a Nunziatura apostolica il 23 novembre 1841. Il 1835 è la data d'inizio delle relazioni diplomatiche ufficiali fra Santa Sede e governo belga.

## Delegati apostolici nelle Fiandre
- Giambattista Castagna (1578 - 1579)

## Nunzi apostolici nelle Fiandre
- Ottavio Mirto Frangipani (20 aprile 1596 - 12 giugno 1606)
- Decio Carafa (12 giugno 1606 - 12 maggio 1607)
- Guido Bentivoglio (1º giugno 1607 - 24 ottobre 1615)
- Ascanio Gesualdo (24 ottobre 1615 - 27 giugno 1617)
- Lucio Morra (27 giugno 1617 - 26 gennaio 1619)
- Lucio Sanseverino (1º giugno 1619 - 1621)
- Giovanni Francesco Guidi di Bagno (1º maggio 1621 - 1627)
- Fabio de Lagonissa (13 marzo 1627 - 28 gennaio 1634)
- Lelio Falconieri (4 agosto 1635 - 1637 rientrato a Roma perché non riconosciuto come nunzio)

## Internunzi apostolici nelle Fiandre
- Crisogono Flacchi (1619, 1621 e 1627)[2][3][4]
- Richard Pauli-Stravius (1634 - 1642)
- Antonio Bichi (maggio 1642 - 1652)
- Andrea Mangelli (1652 - 1655)
- Girolamo Di Vecchi (1656 - 1665)
- Giacomo Rospigliosi (1665 - 1667)
- Carlo Francesco Airoldi (1668 - 1673) (internunzio)
- Sebastiano Antonio Tanara (1675 - 1687)
- Gianantonio Davia (1687 - 1690)
- Giulio Piazza (1690 - 1696)
- Orazio Filippo Spada (1696 - 1698) (internunzio)
- Giovanni Battista Bussi (1698 - 1705) (internunzio)
- Girolamo Grimaldi (1705 - 1713) (internunzio)
- Vincenzo Santini (10 ottobre 1713 - 28 maggio 1721 nominato arcivescovo titolare di Trapezopoli) (internunzio)
- Giuseppe Spinelli (1721 - 1731) (internunzio e poi nunzio dal 1725)
  - Vincenzo Montalto (16 giugno 1731 – febbraio 1732) (amministratore della nunziatura)
- Silvio Valenti Gonzaga (29 febbraio 1732 - 28 gennaio 1736 nominato nunzio apostolico in Spagna)
- Luca Melchiore Tempi (1736 - 1742)
- Ignazio Michele Crivelli (1744 - 1754)
- Giovanni Carlo Molinari (1754 - 1763)
- Tommaso Maria Ghilini (1763 - 1775)
- Ignazio Busca (17 settembre 1775 - 1º marzo 1785 nominato governatore di Roma)
- Antonio Felice Zondadari (3 gennaio 1786 - 1787 espulso per disposizione di Giuseppe II)
- Cesare Brancadoro (28 agosto 1792 - 1797)

Interruzione delle relazioni diplomatiche durante l'occupazione francese fino al 1829
- Francesco Capaccini (1829 - 1831)
- Antonio Benedetto Antonucci (1831 - 1835)

## Internunzi e nunzi apostolici in Belgio
- Tommaso Pasquale Gizzi (25 gennaio 1835 - 21 novembre 1837)
- Raffaele Fornari (4 dicembre 1838 - 14 gennaio 1843 nominato nunzio apostolico in Francia)
- Vincenzo Gioacchino Raffaele Luigi Pecci (28 gennaio 1843 - 19 gennaio 1846 nominato arcivescovo, titolo personale, di Perugia)
- Alessandro Asinari di San Marzano (26 aprile 1846 - 19 ottobre 1848)
- Innocenzo Ferrieri (15 novembre 1848 - 30 settembre 1850 nominato nunzio apostolico nel Regno delle Due Sicilie)
- Matteo Eustachio Gonella (13 giugno 1850 - 1º ottobre 1861 nominato nunzio apostolico in Germania)
- Mieczysław Halka Ledóchowski (1º ottobre 1861 - 8 gennaio 1866 nominato arcivescovo di Gniezno e Poznań)
- Luigi Oreglia di Santo Stefano (15 maggio 1866 - 29 maggio 1868 nominato nunzio apostolico in Portogallo)
- Giacomo Cattani (24 luglio 1868 - 27 aprile 1875 nominato segretario della Congregazione del concilio)
- Serafino Vannutelli (10 settembre 1875 - 18 novembre 1880 nominato nunzio apostolico in Austria)
  - Rottura delle relazioni diplomatiche (28 giugno 1880 - 17 ottobre 1884)
- Domenico Ferrata (14 aprile 1885 - 20 aprile 1889 nominato segretario della Congregazione per gli affari ecclesiastici straordinari)
- Giuseppe Francica-Nava de Bondifè (4 maggio 1889 - 25 luglio 1896 nominato arcivescovo di Catania)
- Benedetto Lorenzelli (30 maggio 1893 - 1º ottobre 1896 nominato nunzio apostolico)
- Aristide Rinaldini (14 agosto 1896 - 7 novembre 1899 nominato nunzio apostolico in Spagna)
- Gennaro Granito Pignatelli di Belmonte (7 novembre 1899 - 14 gennaio 1904 nominato nunzio apostolico in Austria)
- Antonio Vico (4 febbraio 1904 - 21 ottobre 1907 nominato nunzio apostolico in Spagna)
- Giovanni Tacci Porcelli (31 dicembre 1907 - 29 aprile 1911 nominato internunzio apostolico nei Paesi Bassi)
- Achille Locatelli † (8 luglio 1916 - 13 luglio 1918 nominato nunzio apostolico in Portogallo)
- Sebastiano Nicotra † (1º ottobre 1918 - 30 maggio 1923 nominato nunzio apostolico in Portogallo)
- Clemente Micara † (30 maggio 1923 - 18 febbraio 1946 creato cardinale)
- Fernando Cento † (9 marzo 1946 - 26 ottobre 1953 nominato nunzio apostolico in Portogallo)
- Efrem Forni † (9 novembre 1953 - 19 marzo 1962 creato cardinale)
- Silvio Angelo Pio Oddi † (17 maggio 1962 - 28 aprile 1969 creato cardinale)
- Igino Eugenio Cardinale † (19 aprile 1969 - 24 marzo 1983 deceduto)
- Angelo Pedroni † (6 luglio 1983 - 13 giugno 1989 ritirato)
- Giovanni Moretti † (15 luglio 1989 - 3 marzo 1999 ritirato)
- Pier Luigi Celata (3 marzo 1999 - 14 novembre 2002 nominato segretario del Pontificio consiglio per il dialogo interreligioso)
- Karl-Joseph Rauber † (22 febbraio 2003 - 18 giugno 2009 ritirato)
- Giacinto Berloco (18 giugno 2009 - settembre 2016 ritirato)
- Augustine Kasujja (12 ottobre 2016 - 31 agosto 2021 ritirato)
- Franco Coppola, dal 15 novembre 2021